# Црква Успења Пресвете Богородице у Ражани
Црква Успења Пресвете Богородице у Ражани подигнута је у периоду од 1890. до 1900. године. Припада Епархији жичкој Српске православне цркве. Црква је освештана владичанским освећењем од епископа жичког Хризостома, 13. септембра 2009. године. Том приликом одликовао је Радмила Јевтовића, највишим одликовањем Српске православне цркве, орденом Светога Саве.

## Историјат цркве
Изградњом цркве посвећене Успењу Пресвете Богородице, приступило се одлуком црквеног одбора од 8. јуна 1890. године о набавци потребног грађевинског материјала и потписивањем уговора са извођачима. Иствремено са градњом цркве, црквени одбор у Ражани старао се и за формирање парохије ражанске у Ражани. У том смислу слата је молба Епископу жичком да се при Капели у Ражани оснује и парохија. Градња храма је завршена у јесен 1900. године, док је унутрашње уређење трајало још неко време. Храм је до пола озидан каменом а од пола циглом.
После изградње звонаре од стране мајстора Обрена Трипковића, купљено је звоно тешко 320 килограма, а приложник звона био је Петроније Сандић из Радановаца. То прво звоно, Аустријанци су у Првом светском рату узели и претопили за ратне потребе.
У порти цркве сахрањен је Светомир Ђукић (1882—1960), дивизијски генерал Краљевине Југославије и оснивач српског и југословенског олимпизма, родом из Ражане.

### Веће и мање поправке на цркви
Поред тога што су Аустријанци отели звоно и однели, унутрашњост храма је претрпео велика оштећења. Током времена, за време службовања више пароха Ражанских, саграђен је парохијски дом и купљено је ново црквено звоно као поклон од парохијана о чему стоји на њему записано следеће:
Ливница,Балкон-Београд, за вечиту успомену изгинулим и помрлим ратницима Општине Ражанске и Радановачке, у току ратова 1912.1918 године.
Други светски рат је такође донео велику материјалну штету цркви и парохијском дому. После рата парохијски дом је поправљен и уведена је струја, ограђена је порта и засањени борови. Подигнуте су све споредне зграде које су биле потребне и унутрашњост храма освежена.
У цркви су урађене четири фреске Јеванђелиста, рад Јанка Брошића, наивног уметника из Опарића. Такође је изидана трпезарија са звоником.

## Велика обнова
Доласком у парохију свештеника Ивана Терзића, 24. октобра 1999. године, а и иницијативом парохијана решило се да се приступи обнови, тада оронуле цркве. Сума која је у старту скупљена била је довољна да се почне, али ни изблиза довољна да се доврши обнова храма. Са жељом Радмила Јевтовића, родом из Ражане, да прихвати на себе обавезу да финансијки подржи комплетну обнову, сама обнова добија нови замах.
Зидови су комплетно обијени и споља и изнутра, поткопани, поново омалтерисани споља и изнутра, промењен је под и уведено подно грејање.
Кров је комплетно промењен и препокривен бакром. Бела, првобитна фасада промењена је у црвену, симболично, као боја Жиче. Урађена је дренажа, комплетно су промењене инсталације. Када су радови били завршени што се тиче грубих радова, приступило се финијим радовима и улепшавању. Наручен је нов иконостас, као дар Министарства вера, рад дуборезца из Лелића, Љубана Марића. Иконе на иконостасу радила је Јелена Хинић, иконописац из Београда. Наредне три године, цркву је живописао Миодраг Шумарац уз помоћ Бојане и Небојше Кешељ.

## Светиње
- Делови Моштију седам светитеља, као благослов оца Валентина, свештеника из Москве. Делови Моштију од светитеља и то:

Светог Андреја Првозваног, Светог Великомученика Георгија, Светог Јована Златоустог, Светог Игнатија Богоносца, Светог Анатолија, Свете Евдокије, Светога Трифуна.
- Копија чудотворне Иконе Богородице Брзопомоћнице из светогорског манастира Дохијара.[5]